# Henri Viet
Henri Viet, né en 1er mars 1872 à Paris et mort le 21 novembre 1960 dans cette même ville, est un architecte et homme politique français.

## Biographie
Louis Henri Viet naît le 1er mars 1872 dans le 12e arrondissement de Paris. Il rentre d'abord à l'École des arts décoratifs puis à l'École des beaux-arts de Paris. Après l'obtention de son diplôme d'architecte diplômé par le gouvernement, il est nommé architecte de la ville de Bezons et devient également architecte-expert près le Tribunal civil, le Tribunal et commerce et le Conseil de préfecture de la Seine. Il conçoit les plans de plusieurs hôtels de ville et groupes scolaires,. Devenu adjoint du maire dans le 11e arrondissement de Paris, il en est nommé maire par décret présidentiel du 7 octobre 1908 en remplacement d'Adolphe-Eugène Darnay, décédé,,.

## Décorations
- Commandeur de la Légion d'honneur en 1934, officier en 1926, chevalier en 1920[2].